# Mary Got No Lamb
A "Mary Got No Lamb" a német Scooter együttes 2016-ban megjelent kislemeze, a harmadik az "Ace" című albumukról. A korábbi kislemezeiktől eltérően ezúttal egy részbeni feldolgozást adtak ki, amelyet az albumváltozathoz képest kissé megváltoztattak.

## Története
Az "Ace" album 2016 februárjában jelent meg, rajta modern, slágeres dalokkal, amelyeket az "Oi" vezetett fel, és amely rögtön hatalmas népszerűségnek kezdett el örvendeni. Ekkor még nem lehetett tudni, hogy melyik lesz a következő kislemez, de sokat sejtető volt, hogy a "Mary Got No Lamb" felkerült a koncertprogramba.
Április 25-én jelent meg először a Scooter Facebook-oldalán egy bejegyzés, melyből kiderült, hogy ez lesz a következő kislemez, és amely május 6-án fog megjelenni. Ezúttal nem két, hanem három számot tartalmaz a kislemez, a rövid és a hosszú változat közé bekerült egy Arena Mix is. Ezúttal sem jelent azonban meg CD-formátumban, kizárólag digitális letöltésként elérhető. Fekete színű, koptatott hatású borítóján egy báránymaszkot viselő nő látható egy kanapén ülve, mellette négy báránnyal, akik H.P. Baxxter, Phil Speiser, Michael Simon, valamint Jens Thele megfelelői.
A dalt a Sutherland Brothers szerezte 1976-ban, tehát ezúttal is egy feldolgozást adott ki a Scooter. Az albumverziót újra felvették, így van eltérés a Single Edit és az eredeti változat között, kicsit megváltoztatták a hangszíneket, valamint H.P. Baxxter is újrafelvette a saját szövegrészét. Az éneksávot Olaf Senkbeil, a Blind Guardian német power metal együttes vokalistája énekelte fel, a klasszikus Scooter-hagyományoknak megfelelően HPV-ben (magasra torzított énekhang).

## Számok listája
1. Mary Got No Lamb (Single Edit) (3:28)
2. Mary Got No Lamb (Arena Mix) (4:23)
3. Mary Got No Lamb (Extended) (4:24)

## Közreműködtek
- H.P. Baxxter (ének, szöveg)
- Phil Speiser (zene, utómunkálatok)
- Michael Simon (zene)
- Jens Thele
- Olaf Senkbeil (vokál)
- Ian George Sutherland (eredeti szerző)

## Más változatok
A "Single Edit" más kiadványon nem szerepel, csak itt és a videoklip alatt, ugyanis a későbbi válogatáslemezeken illetve mixekben valamilyen oknál fogva az albumverzió található meg.
2016-ban Matty M. elkészítette a dal heavy metal feldolgozását. 2018-ban Alastor Uchiha készített belőle remixet.
2017-ben Olga Scheps zongoraművész a "100% Scooter - 25 Years Wild & Wicked" című albumra elkészítette a dal zongorára átírt változatát.

## Videóklip
Egy nappal a kislemez megjelenése után, május 7-én este 6 óra körül jelent meg a videóklip a Kontor hivatalos csatornáján. Ebben koncertfelvételek láthatóak a hamburgi Can’t Stop The Hardcore Tour-koncertről, valamint az újonnan felvett jelenetekben a zenekar tagjai egy tucat lánnyal buliznak egy szállodában, akik közül néhányan bárányos maszkot viselnek. A klipben feltűnik a Scooteres kártyapakli is, amit az Ace-album Deluxe-változatához csomagoltak. Érdekesség, hogy Phil és Michael is nagyobb szerepet kaptak a videóban, különösen az előbbi lett nagyon aktív, élő szereplője a filmnek.